# Булатов Василь Галямович
Василь Галямович (Миколайович) Булатов  - командир кулеметного взводу 40-го стрілецького Амурського полку 102-ї стрілецької дивізії 48-ї армії, молодший лейтенант. Герой Радянського Союзу.

## Біографія

### Ранні роки
Василь Галямович Булатов народився 1921 року в селі Чутай (за іншими даними, в селі Нижній Чутай), Балтасинського району ТАРСР, у родині татарського селянина. У 1942 році вступив до лав Червоної армії та проходив навчання у військовому училищі, після закінчення якого в 1944 році був відправлений на Далекий Схід у званні молодшого лейтенанта. Звідти Булатов у складі 40-го стрілецького Амурського полку 102-ї стрілецької дивізії вирушив на фронт.

### Участь у Німецько-радянській війні
Брав активну участь у звільненні Білорусії. 24 червня 1944 року кулеметний взвод під командуванням молодшого лейтенанта Булатова, під щільним вогнем противника форсував річку Друть і, закріпившись на протилежному березі, забезпечив успішний наступ із цього рубежу всієї стрілецької роти. Наступного дня взвод Булатова кулеметним вогнем відбив три контратаки супротивника, при цьому сам Василь Булатов особисто знищив до взводу гітлерівців.
Указом Президії Верховної Ради СРСР від 23 серпня 1944 року за зразкове виконання завдань командування у боротьбі проти німецько-фашистських загарбників та виявлені при цьому мужність та героїзм Василю Галямовичу Булатову було присвоєно звання Героя Радянського Союзу з врученням медалі «Золота Зірка».
Учасник Параду Перемоги у Москві.

### Після війни
1946 року Василь Булатов демобілізувався і повернувся на батьківщину. Працював у міліції старшим оперуповноваженим карного розшуку, а пізніше — заступником начальника відділення БХСС . Заслужений працівник МВС СРСР. У 1961 році закінчив Казанський державний університет. 1965 року був призначений заступником начальника з політико-виховної роботи лінійного відділу міліції на станції «Казань» Горьківської залізниці.
Василь Булатов дослужився до звання підполковника МВС, був нагороджений медаллю «За трудову відзнаку» та знаком «Заслужений працівник МВС».
Василь Галямович Булатов помер 1988 року. Похований на Татарському цвинтарі в Казані .

## Пам'ять
- Меморіальна дошка на честь Булатова встановлена Російським військово-історичним товариством на будівлі Чутаєвської школи Балтасинського району, де він навчався.